# Carolo P50
| Technische Daten | Technische Daten |
| Kenngröße        | Daten            |
| ---------------- | ---------------- |
| Länge            | 0,46 m           |
| Spannweite       | 0,49 m           |
| Masse            | 0,55 kg          |
| Antrieb          | Elektromotor     |
| Geschwindigkeit  | 65 km/h          |
| Flugdauer        | 15 min           |

Carolo P50 ist eine Mikrodrohne für Aufklärungszwecke. Sie wurde vom Institut für Luft- und Raumfahrtsysteme (ILR) der Technischen Universität Carolo-Wilhelmina zu Braunschweig entwickelt. Sie ist gleichzeitig Namensgeber der Drohne. Vertrieben wird das Luftfahrzeug in Kooperation mit der Mavionics GmbH, einem Spin-off der Universität in Braunschweig.
Mit einer Bodenstation (Notebook oder Tablet-PC), einer Planungs-Software und einem Telemetrie-Modul wird die Drohne gesteuert und kontrolliert. Dabei wird die Flugroute über digitale Karten programmiert und die Strecke mittels GPS-Modul abgeflogen.
Die Reichweite für den Datentransfer liegt bei 500 Meter. Für die Navigation beträgt die Telemetrie-Reichweite 1000 Meter. Die Drohne kann daher nur in der unmittelbaren Umgebung eingesetzt werden.
Die Aufklärung erfolgt über eine Farbkamera an der Unterseite der Mikrodrohne. Die von dem Fluggerät aufgenommenen Bilder werden an die Bodenstation gesendet. Dort werden auch die Wegpunkte der Mission und die aktuelle Position der Drohne angezeigt. Dabei ist auch eine Änderung der Flugstrecke während des Fluges möglich.
Außer zu militärischen Einsätzen kann die Mikrodrohne auch von der Polizei oder bei zivilen Einheiten für die Verkehrsüberwachung oder beim Werkschutz eingesetzt werden. Eine größere Drohne aus dem gleichen Entwicklungsprojekt, der Carolo T-140, soll in Zukunft von der Feuerwehr Hannover bei der Brandvorbeugung und im Falle von Hochwasser eingesetzt werden.